# Arduino Sacco
Arduino Sacco (Ancona, 6 maggio 1950) è un editore, regista e direttore della fotografia italiano.

## Biografia
Inizia la sua carriera nel cinema interpretando una parte secondaria nel film Il diario segreto di una minorenne, diretto da Oscar Brazzi, nel 1968. Nel 1977 è attore protagonista del film Questa libertà di avere le ali bagnate, diretto da Alessandro Santini. Nel film Battaglie negli spazi stellari, diretto da Alfonso Brescia, nel 1977, è, invece, la voce narrante.  
Sacco è stato anche doppiatore in molti film. 
A partire dal 1982, si dedica in maniera definitiva alla regia e alla fotografia di oltre 70 film per lo più pornografici, dirigendo, tra gli altri, Diva futura, con la co-regia di Ilona Staller. Ha usato gli pseudonimi: Hard Sac e Dudy Steel. 
A partire dagli anni novanta si dedica alla casa editrice Arduino Sacco Editore.

## Filmografia

### Regista
- Rand Rover (1979)
- Sensi caldi (1980)
- Goduria (1982)
- Morbida (1983)
- La casa delle hostess (1983)
- Marina e la sua bestia (1984)
- Mi fai morire (1984)
- La tua prima volta (1985)
- Marina e la sua bestia 2 (1985)
- Non stop sempre buio in sala (1985)
- La bionda e la bestia (1985)
- Calore in corpo (1986)
- La sfida erotica (1986)
- Marina e il suo cinema (1986)
- Bocca bianca, bocca nera (1987)
- Vicende intime n. 1 (1987)
- Vania voglio farlo con te (1987)
- Vicende intime n. 2 (1988)
- Marina perversa (1988)
- Gocce (1988)
- Deep blue (1988)
- La bottega del piacere (1988)
- Umido (1989)
- Esagerata (1989)
- Diva Futura - L'avventura dell'amore (1989)
- La voglia nuda (1990)
- Tutte le provocazioni di Moana (1990)
- Giochi bestiali a pagamento (1990)
- Affamata (1990)
- Metti un diavolo a cena (1991)
- Est di notte (1992)
- Fotografando lei (1996)
- Carta vetrata (1999)

### Direttore della fotografia
- Sensi caldi (1980)
- Marina e la sua bestia (1984)
- Metti un diavolo a cena (1991)

### Attore
- Il diario segreto di una minorenne (1968)
- Questa libertà di avere... le ali bagnate (1971)
- Battaglie negli spazi stellari (1977)
- La donna del mare (1984)
- Est di notte (1992)